# 卑詩社會信用黨
卑詩社會信用黨（British Columbia Social Credit Party），簡稱社信黨（Socred），是加拿大卑詩省一個已解散的保守派政黨，在20世紀後期一直主导着卑詩省的政治舞台。該黨從1952年省选至1991年省选之间三十九年裡，合共執政三十六年，唯一間断發生在1972年和1975年省选之间，当时新民主黨在巴德威麾下首次執政。
社信黨成立之初為加拿大社會信用運動一部份，致力於推廣以貨幣改革為基礎的社會信用政策。然而社信黨後來摒棄該項意識型態，並漸漸成為卑詩省的主要右派政黨，與左派的新民主黨對壘。
該黨在1991年敗選，由執政黨變成省議會第三大黨後，一個任期內就分崩離析。1996年以後，該黨在省議會中已沒有代表，2001年以後甚至名存實亡。2013年，該黨因在連續兩次省選中未能提名兩人參選而被取消政黨註冊。該黨於2016年6月重新注册，並提名兩名候選人參加2017年省選。該黨在2020年省選中並沒有提名任何候選人，並於2023年2月1日再次被取消政黨註冊。

## 歷史

### 1952年之前
1952年以前，卑詩省的社会信用运动分裂为多个派别。卑詩省社會信用聯盟（Social Credit League of British Columbia）於1937年省選中首次提名候选人，但沒有參與1941年省選。这些派系於1945年省選结成联盟，派出16名候选人，共赢得6,627票（占全省总选票的1.42％）。然而此联盟在1949年省选之前解散，分成三個不同團體各自提名候选人，分別為社会信用党、卑詩省社会信用联盟、以及选民联盟（Union of Electors），合共提名了28名候选人，共赢得14326票，占该次省选普选票的2.05%。

### 賓禮德時代
20世紀中期，在卑詩新民主黨前身合作社聯邦聯合會（簡稱CCF）崛起下，由自由党与保守党组成的联合政府於1952年省選前将选举制度从領先者當選改为排序複選制。由于预期保守党和自由党选民会将對方政党列为第二选择，两党都相信他们合共能获取足够票數继续执政，將CCF排除在政府以外。
与此同时，在卑詩省社會信用聯盟仍受亞伯達省社会信用党支配的局面下，亞伯達省長文艾寧（Ernest Manning）親自挑选從1935年起在國會下議院代表亞省麥誥德選區（Macleod）的牧师韓沙爾（Ernest George Hansell），於1952年省選以临时性質跨省领导卑詩社信黨参選。社信黨在該屆省選表現出乎意料地理想，較上次省選多获二十萬票，並獲得足够的选票转移，一躍成為省議會的最大黨。該黨赢取19席，比左派的CCF多一席，而自由党和保守党則慘敗，合共僅贏得10席。社信黨並成功說服一名独立勞工派議員支持，使該黨足以順利組建少數政府。
韓沙爾本人未有在省選中競逐省議會議席，因此意外獲勝的社信黨仍需一名能在省議會中領導該黨的常規黨魁。時任社信黨主席衛恪斯（Lyle Wicks）遂召開黨魁選舉，僅讓當選省議員的黨員投票。原為保守黨黨員的賓禮德（W. A. C. Bennett）獲取十名社信黨議員支持，以過半數得票當選社信黨黨魁，並於1952年8月1日宣誓就任省長。賓禮德只是在前一年的12月在聯邦進步保守党的默许支持下加入了社信黨；當時聯邦保守党对省级保守党为了不让自由党伙伴难堪而缺席前两次选举感到不满。新任期開始九個月後，賓禮德故意讓不信任動議通過，以迫使省督解散省議會，召開省選。在這次選舉，社信黨取得了48個議席中的28席，順利籌組多數政府。
儘管該黨在名義上是加拿大社會信用運動在卑詩省的分支，但賓禮德在考慮亞省社信黨在赢得第一届政府任期后不久就曾试图推行该計畫，但未能成功的經驗後，決定摒棄社會信用運動，反而將社信黨轉變為一個保守派的民粹政黨。該黨成為了CCF反對者的政黨，並與之抗衡。此外，社信黨脫離社會信用運動後亦吸取不少聯邦自由黨和保守黨黨員支持。賓禮德偶爾仍為聯邦社信黨背書，但兩者關係仍然脆弱。卑詩社信黨最终在1971年正式与聯邦社信黨断绝關係，以让聯邦保守党和自由党的坚定支持者在省级层面支持該黨。
社信黨雖支持自由市場，但賓禮德仍於1961年將卑詩省最大的私營水電企業公有化，成立了卑詩水電局（BC Hydro），以確保其不會反對省府興建水力發電大壩的计划。社信黨政府亦於1958年成立卑詩渡輪，並於1966年成立卑詩銀行（Bank of British Columbia），由省政府持有25%股份。
社信黨接下來連續勝出五次省選，並皆能以多數姿態執政，但於1972年省選競選期間多番失誤而告落敗。當中資深黨員葛菲臘（Philip Gaglardi）指責賓禮德與卑詩省年輕人脫節，並建議賓禮德於選後下台；這導致選民質疑社信黨執政二十年後慢慢變得尸位素餐。儘管如此，當社信黨僅獲十席而大敗予由巴德威（Dave Barrett）領導的新民主黨時，還是令時人感到錯愕。

### 賓威廉時代
賓禮德辭任黨魁後，由其子賓威廉（Bill Bennett）於1973年接任。社信黨在賓威廉領導下改變路線，放弃民粹主義。反之，该党变成了由联邦自由党人、基督教保守派以及财政保守派组成的联盟，並且由财政保守派為主導。
1975年省選，賓威廉透過在溫哥華以外的地區贏取議席，帶領社信黨從巴德威手下的新民主黨取回執政權。賓威廉在很大程度上放棄與其父般進行大型工程（1986年世界博覽會和科基哈拉高速公路除外），並采取了財政保守的路線。尽管賓威廉的緊縮政策不無争议，社信黨仍在1979年和1983年省選中成功勝選。這個政治引擎被號稱為「小藍色機器」，並主要由来自安省进步保守党的政治顾问组成。然而隨着賓威廉於1986年决定退休，這個「小藍色機器」並未能像安省的“大藍色機器”一樣，成為一個重要的政治手腕。
所有社信黨執政的政府都试图限制工会的权力，并限制社会福利支出。

### 溫德心時代
賓威廉於1986年退休後，由社会保守派一员的溫德心接任黨魁。他亦在同年省選中輕鬆帶領社信黨連續第四次勝選，並連續執政。
儘管当时还不明显，但溫德心成為黨魁及省長後，該黨的衰落也隨之開始。社信黨內温和派系不满该党在溫德心領導下傾向社会保守主义，遂转投自由党。此外社信黨政府頻生丑闻，加上溫德心本人的古怪性格，皆令該黨舉步維艱。溫德心亦允許他未經民選的首席秘書布大衛（David Poole）得到不少權力，促使資深閣員麥嘉恩（Grace McCarthy）辭去職位以示抗議。

### 衰落
1991年，溫德心因利益衝突醜聞被迫請辭，副省長莊思頓接任黨魁兼省長，也隨之成為了加拿大第一位擔任省級或聯邦政府首腦的女性。莊思頓也在隨後的黨魁選舉中擊敗麥嘉恩，得以留任省長。莊思頓與溫德心素來關係密切，因此不少人認為由她出任黨魁為不智之舉。甚至連時任反對黨領袖，新民主黨的哈葛（Mike Harcourt）後來也承认他視麥嘉恩為較強勁對手，因此希望莊思頓而非麥嘉恩出任社信黨黨魁。
下屆省選依法需於1991年舉行，但莊思頓未能為社信黨收復失地。在与麥嘉恩激烈的黨魁選舉之后，莊思頓没有足夠时间团结党内力量。社信黨在這次省選中彻底地失败，較1986年省選失掉近半得票。莊思頓本人亦敗予新民主党挑战者彭佩迪，失去自己的议席。許多温和的社信黨人皆轉而支持自由黨，延续了溫德心任期内的趋势，甚至使自由黨能從一個議會外政黨一躍成為最大反對黨。上述这些因素的综合作用导致社信黨遭受重创，使其从拥有絕對多數的執政黨退居為第三大黨，僅獲得7個議席，其中包括5個莊思頓時期的閣員。
當麥嘉恩成為了莊思頓的接班人後，社信黨的內鬥也更為加劇。當時並非省議員的麥嘉恩於1994年2月競逐馬茲奎選區（Matsqui）議席補選，冀望藉此重返省議會。馬茲奎選區一向是社信黨的安全議席，但她竟以不足100票之差敗予自由党候選人麥德莊。
社信黨此後急剧崩溃；在1991年當選的7名社信黨議員中，有四人退党加入改革黨，导致社信党在省議會中失去官方地位。麥嘉恩不久後辭去黨魁一職，由基蘭德（Larry Gillanders）繼任。此后，亞博斯福議員莊哈利（Harry de Jong）辭去了議員職務（并曾短暂考虑担任家庭联盟党领导人）。自由党在該區补选中获胜，社信党则低票落選，位居第三。代表西奧卡拿根選區的薩寄乎（Cliff Serwa）遂成為省議會內僅餘一位社信黨議員，而該選區正是以前賓禮德家族的政治領土。
1996年省選舉行時，社信黨處境已岌岌可危。该党在對上一次省議會會期中一直未能将其黨魁送入議事廳，而雪上加霜的是薩寄乎已宣布退休，使該黨在1952年以來首次沒有議員競逐連任。基蘭德参加了黨魁辯論，但在投票日前棄選，并敦促所有非社会主义政党结成统一战线对抗新民主黨。不出所料，社信黨僅獲得百分之0.6的選票，也未能贏得任何議席。此时社信黨在卑詩政坛的氣數已盡，其僅余党员大多轉投改革党或自由党。不列颠哥伦比亚省社信黨在失去執政权后仅一个任期就垮台，这一速度着实令人震惊，因为以亞省的社信黨為例，他們在1971年省選落败后的十年内，仍至少在省議會內擁有小量議席。
2001年，在前任黨魁溫德心（现改革黨黨魁）的要求下，社信黨與其他省级的右翼小黨合併，组建了團結黨，但很快因对團結黨的管理方式不满而退出。
在2001年省選中，该党仅派出了两名候选人。米頓（Grant Mitton）在南和平河選區表现不俗，以1,726 票（17.4%）位居第二。黨主席胡嘉路（Carrol Barbara Woolsey）則競逐溫哥華喜士定選區，在6名候选人中以222票（占总票数的 1.15%）排名第五。自2000年以来，该党一直没有专职领导人；可是在競選期間，米頓成為了事實上的黨魁。選後，米顿退出了社信黨，並成為了卑詩黨的黨魁，而胡嘉路则成为该党事實上的黨魁。
2005年省選，社信黨仍只有两位成员參選。胡嘉路再度競逐溫哥華喜士定選區，赢得254票（占总票数1.28%）。姚載信（Anthony Yao）則出戰高贵林港伯克山選區（Port Coquitlam-Burke Mountain），赢得225票（占总票数0.95%）。
該黨在2009年省選中没有派出任何候选人。在2013年省選中，胡嘉路是唯一的社信黨候选人，再次在溫哥華喜士定選區參選，並获得355票。由于卑詩省选举法规定，在连续两次选举中推出少于两名候选人的政党必须被取消注册，因此该政党于2013年6月7日被不列颠哥伦比亚省选举局取消註冊。然而該黨自2001年起便名存實亡，除近年来提名很少或根本没有提名候选人外，其网站自2005年以来仅偶尔更新，甚至自2012年2月以来就没有更新过。该黨的大部分选区协会亦已于2008年取消註冊。
社会信用党在2017年省选中提名了两名候选人，两人皆没当选，合計只得896票。该党在2020年省選中没有派出任何候选人，并于2023年再度被取消註冊。

## 黨魁列表
- 邾安德（Andrew Henry Jukes） ，1937年至1948年，选举人联盟派系领袖，1948年至1949年。
- 韓沙爾牧師，1952年省选的署理黨魁
- 賓禮德（1952年7月15日 - 1973年11月24日）*
- 賓威廉（1973 年11月24日 - 1986 年7月30日）*
- 溫德心 （1986年7月30日 – 1991年4月1日）*
- 莊思頓（1991 年4月2日 - 1992 年3月7日）*
- 威斯柏（Jack Weisberger）（署理黨魁）（1992年3月7日 - 1993年11月6日）
- 麥嘉恩（1993 年11月6日 - 1994年5月）
- 韓禮和（Lyall Franklin Hanson）（署理黨魁） (1994年5月)
- 薩寄乎（Cliff Serwa） （署理黨魁）（1994年5月至11月）
- 基蘭德（1994 年11月4日 - 1996 年 5 月 24 日）
- 殷德仁（Ken Endean）（署理黨魁）（1996年5月 - 1997 年3月)
- 古諾士（Mike Culos）（1997年4月 – 2000 年4月）
- 白恩力（Eric Buckley） (2000 年 4 月 - 2000 年 10 月)

2000年10月，白恩力離開社信黨，並加入卑詩黨，自此社信黨再無正式黨魁。

## 其他著名社信黨人物
- 金·坎贝尔
- 加尔登堡
- 帕特·麦吉尔
- 雷夫·梅尔
- 菲尔·加格拉迪
- 著名歌手汤姆·诺斯科特（Tom Northcott）竞选省议员失败。

## 選舉結果
1937 年选举中，不列颠哥伦比亚社会信用联盟推选了多名候选人，但无一人当选。
| 1937 年大选 | 1937 年大选 | 1937 年大选 | 1937 年大选 | 1937 年大选 |
| 候选人人数  | 議席        | 得票        | ％          |             |
| ----------- | ----------- | ----------- | ----------- | ----------- |
| 18          | 0           | 4,812       | 1.15％      |             |

在1941年的选举中，没有候选人打着社会信用的旗号参选。
在1945年的选举中，社会信用团体联盟提名了候选人。无一人当选。
| 1945 年大选 | 1945 年大选 | 1945 年大选 | 1945 年大选 | 1945 年大选 |
| 候选人人数  | 議席        | 得票        | ％          |             |
| ----------- | ----------- | ----------- | ----------- | ----------- |
| 16          | 0           | 6,627       | 1.42％      |             |

在1949年的选举中，三个不同的社会信用团体提名了候选人。无一人成功。
| 1949 年大选      | 1949 年大选 | 1949 年大选 | 1949 年大选 | 1949 年大选 |
| 政黨名稱         | 候選人 數量 | 議席        | 民众投票    | ％          |
| ---------------- | ----------- | ----------- | ----------- | ----------- |
| 社会信用党       | 7           | 0           | 8,464       | 1.21％      |
| 社会信用联盟     | 9           | 0           | 3,072       | 0.44%       |
| 选民联盟         | 12          | 0           | 2,790       | 0.40%       |
| 社会信用团体合计 | 28          | 0           | 14,326      | 2.05％      |

在随后的选举中，只有社信黨成為了唯一一個社會信用派的政黨
| 選舉年 | 黨魁   | 候選人數量 | 議席 | 議席    | 議席       | 得票    | 得票   | 得票       | 最後點票總數 僅限1952-53 | 最後點票總數 僅限1952-53 | 最後點票總數 僅限1952-53 |
| 選舉年 | 黨魁   | 候選人數量 | 選前 | 選後    | 議席改變率 | 票數    | 得票率 | 得票率改變 | 票數                     | 得票率                   |                          |
| ------ | ------ | ---------- | ---- | ------- | ---------- | ------- | ------ | ---------- | ------------------------ | ------------------------ | ------------------------ |
| 1952   | 韓沙爾 | 47         | 0    | 19 / 48 | -          | 209,049 | 27.20% | +25.99%    | 203,932                  | 30.18%                   |                          |
| 1953   | 賓禮德 | 48         | 19   | 28 / 48 | -          | 274,771 | 37.75% | +10.55%    | 300,372                  | 45.54%                   |                          |
| 1956   | 賓禮德 | 52         | 28   | 39 / 52 | 39.3%      | 374,711 | 45.84% | +8.09%     |                          |                          |                          |
| 1960   | 賓禮德 | 52         | 39   | 32 / 52 | -17.9%     | 386,886 | 38.83% | -7.01%     |                          |                          |                          |
| 1963   | 賓禮德 | 52         | 32   | 33 / 52 | +3.1%      | 395,079 | 40.83% | +2.00%     |                          |                          |                          |
| 1966   | 賓禮德 | 55         | 33   | 33 / 55 | -          | 342,751 | 45.59% | +4.76%     |                          |                          |                          |
| 1969   | 賓禮德 | 55         | 33   | 38 / 55 | +15.2%     | 457,777 | 46.79% | +1.20%     |                          |                          |                          |
| 1972   | 賓禮德 | 55         | 38   | 10 / 55 | -73.7%     | 352,776 | 31.16% | -15.63%    |                          |                          |                          |
| 1975   | 賓威廉 | 55         | 10   | 35 / 55 | +250%      | 635,482 | 49.25% | +18.09%    |                          |                          |                          |
| 1979   | 賓威廉 | 57         | 35   | 31 / 55 | -11.4%     | 677,607 | 48.23% | -1.02%     |                          |                          |                          |
| 1983   | 賓威廉 | 57         | 31   | 35 / 57 | +12.9%     | 820,807 | 49.76% | +1.53%     |                          |                          |                          |
| 1986   | 溫德心 | 69         | 35   | 47 / 69 | +34.3%     | 954,516 | 49.32% | -0.44%     |                          |                          |                          |
| 1991   | 莊思頓 | 74         | 47   | 7 / 75  | -85.1%     | 351,660 | 24.05% | -25.27%    |                          |                          |                          |
| 1996   | 基蘭德 | 38         | 7    | 0 / 75  | -100%      | 6,276   | 0.40%  | -23.65%    |                          |                          |                          |
| 2001   | 從缺   | 2          | -    | 0 / 79  | -          | 1,948   | 0.12%  | -0.27%     |                          |                          |                          |
| 2005   | 從缺   | 2          | -    | 0 / 79  | -          | 479     | 0.02%  | -0.10%     |                          |                          |                          |
| 2013   | 從缺   | 1          | -    | 0 / 85  | -          | 384     | 0.02%  | 0.00%      |                          |                          |                          |
| 2017   | 從缺   | 2          | -    | 0 / 87  | -          | 853     | 0.05%  | +0.03%     |                          |                          |                          |